# Aladrén
Aladrén è un comune spagnolo di 77 abitanti situato nella comunità autonoma dell'Aragona.